# Asparagus
Asparagus L. este un gen de plante din familia Asparagaceae. Cuprinde până la 300 specii. A fost odată clasificat în familia liliaceelor, ca vărul său Allium, ceapa și usturoiul, dar familia Liliaceae a fost împărțită în familia plantelor gen cepelor numită Amaryllidaceae și gen asparagus în familia Asparagaceae. Sparanghelul face parte din această familie.